# Liste der Straßen und Plätze in Berlin-Buch

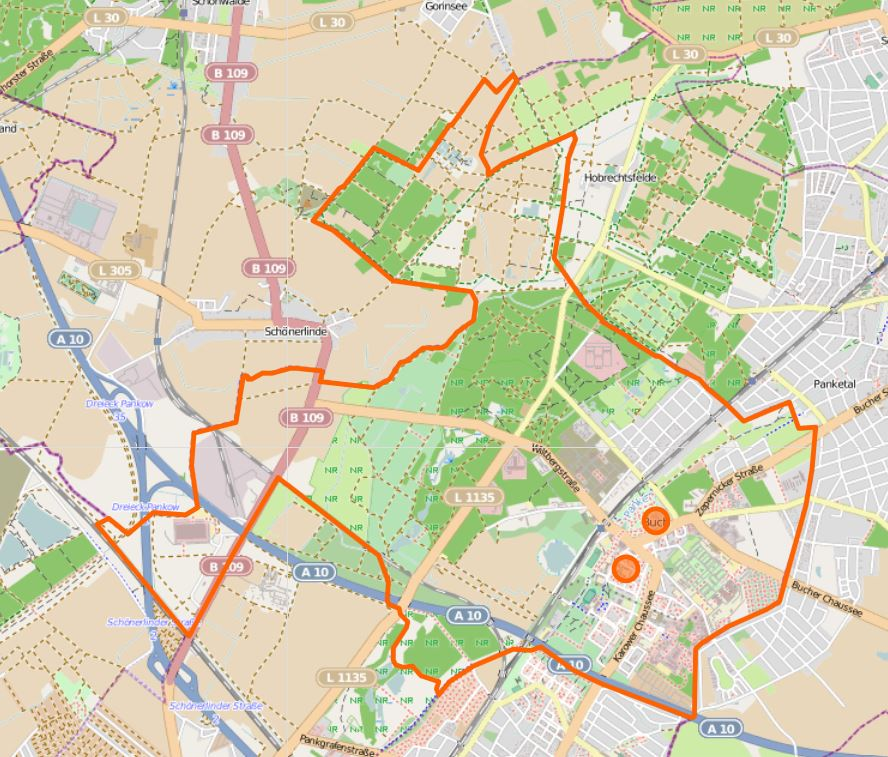
Übersichtsplan von Berlin-Buch

Die Liste der Straßen und Plätze in Berlin-Buch beschreibt das Straßensystem im Berliner Ortsteil Buch mit den entsprechenden historischen Bezügen. Gleichzeitig ist diese Zusammenstellung ein Teil der Listen aller Berliner Straßen und Plätze.

## Überblick
Buch hat 17.500 Einwohner (Stand: 31. Dezember 2023) und umfasst den Postleitzahlenbereich 13125. Im Ortsteil gibt es laut amtlichem Straßenverzeichnis 49 gewidmete Straßen, in denen  Einwohner leben (Stand: 31. Dezember 2023). Die Gesamtlänge dieser Straßen in Buch beträgt 36,0 Kilometer. Das sind sechs Prozent des gesamten Pankower Straßennetzes. Der relativ geringe Anteil am gesamten Pankower Straßennetz ist bedingt durch die Stadtrandlage und Flächen mit Wald und Freiland. Das öffentliche Straßennetz im gesamten Bezirk Pankow (einschließlich aller 13 Ortsteile) ist 604,7 Kilometer lang. Neben dem Bezirk Steglitz-Zehlendorf (635,4 km) und dem Bezirk Treptow-Köpenick (628,1 km) verfügt der Bezirk damit über eines der größten Straßennetze in der deutschen Hauptstadt.

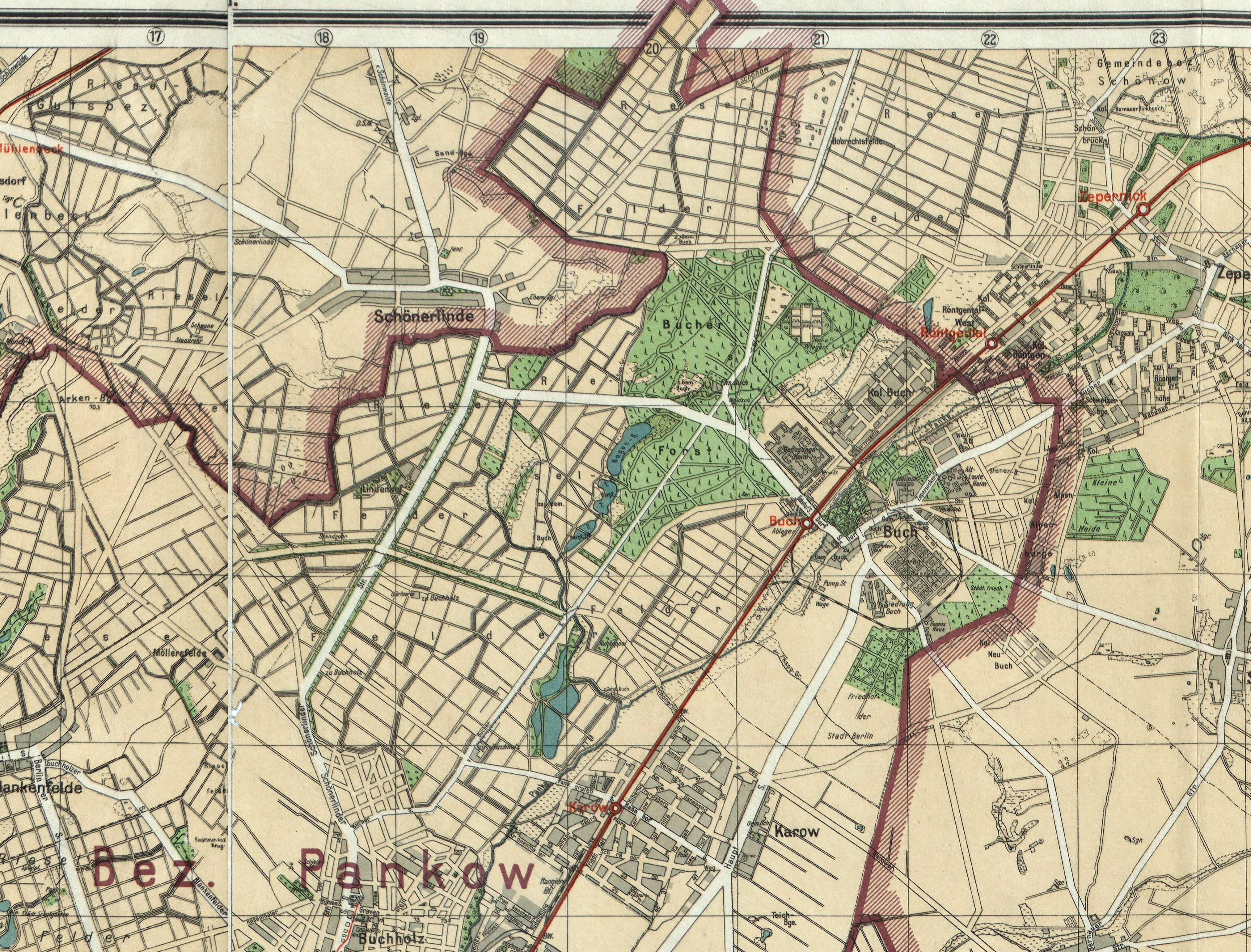
Straßennetz für Buch und Karow um 1925 (Silva-Plan)

Der Ortskern liegt um Schloss, Gut und Kirche, das heutige Alt-Buch. Ende des 19. Jahrhunderts entstand westlich der Eisenbahnlinie die Siedlung „Kolonie Neu-Buch“ (Bucher Siedlung), die durch den Pölnitzweg erreichbar ist. Hier wurde der Siedlungsplan zunächst mit nummerierten Straßen eingerichtet, die zumeist 1925 benannt waren. Einige dieser Straßen bekamen Namen, die auf dem Stadtgebiet von Groß-Berlin mehrfach vertreten waren. So erfolgte 1938, wie in anderen Ortsteilen, eine Neubenennung innerhalb der in das Land Preußen einbezogenen Hauptstadt. Bedeutend für die Entwicklung des Straßensystems war zudem die Einrichtung der Irrenanstalt und eines Armenkrankenhauses für Berlin und die Bildung weiterer Kliniken. Dabei dehnte man die bebauten Flächen aus und musste zusätzliche Wohnsiedlungen errichten. Um 1920 wurde ein Siedlungsgebiet östlich des Stener Bruchs zur Zepernicker Straße mit den Straßen 1 bis 7 als „Buch Kolonie“ angelegt, die 1927 teilweise nach ostpreußischen Gebieten benannt wurden.
Ab 1970 wurden mit dem DDR-Wohnungsbauprogramm auf den zunehmend weniger genutzten landwirtschaftlichen Flächen südlich des alten Ortskerns und nördlich des Autobahnrings A10 in mehreren Wohnkomplexen WK I bis WK VI Typen-Neubauten der Serie WBS 70 für Ärzte und Medizinpersonal der Bucher Kliniken errichtet um den dringenden Bedarf an zeitgerechten Wohnungen zu decken. Der Bestand des Straßenrasters westlich der Karower Chaussee legt den Schluss nahe, dass der Bauplan zwischen der Chaussee und der Panke entlang der Stettiner Bahn nicht vollendet wurde.
Durch Buch führt der Berliner Autobahnaußenring, die Anschlussstellen liegen außerhalb des Ortsteils. Nach dem Berliner Straßenentwicklungsplan (StEP) gehören im Ortsteil 7.290 Meter Hauptfahrbahn der A 10 und 1340 Meter des Autobahnzubringers Pankow zum großräumigen Straßensystem. Vom Ortsteil aus bildet die Wiltbergstraße den Anschluss zur Anschlussstelle Schönerlinder Straße und die Hobrechtsfelder Chaussee zur Auffahrt Bucher Straße in Französisch Buchholz.

## Übersicht der Straßen und Plätze
Die nachfolgende Tabelle gibt eine Übersicht über die vorhandenen Straßen und Plätze im Ortsteil sowie einige dazugehörige Informationen.
- Name/Lage: aktuelle Bezeichnung der Straße oder des Platzes. Über den Link Lage kann die Straße oder der Platz auf verschiedenen Kartendiensten angezeigt werden. Die Geoposition gibt die Lage der ungefähren Mitte der Straßenlänge an.
- Im amtlichen Straßenverzeichnis nicht aufgeführte Verkehrswege sind mit * gekennzeichnet.
- Ehemalige oder nicht mehr gültige Straßennamen sind kursiv gesetzt. Für bedeutende ehemalige Straßen oder historische Straßennamen ist gegebenenfalls eine gesonderte Liste vorhanden.
- Länge/Maße in Metern:
Die in der Übersicht enthaltenen Längenangaben sind  gerundete Übersichtswerte, die in Google Earth mit dem dortigen Maßstab ermittelt wurden. Sie dienen Vergleichszwecken und werden, sofern amtliche Werte bekannt sind, ausgetauscht und gesondert gekennzeichnet.
Bei Plätzen sind die Maße in der Form a × b für rechteckige Anlagen und für (ungefähr) dreieckige Anlagen als a × b × c mit a als längster Seite angegeben.
Sofern die Straße auch in benachbarte Ortsteile weiterführt, gibt der Zusatz ‚im Ortsteil‘ an, wie lang der Straßenabschnitt innerhalb des Ortsteils dieses Artikels ist.
- Namensherkunft: Ursprung oder Bezug des Namens.
- Anmerkungen: weitere Informationen über anliegende Baudenkmale oder Institutionen, die Geschichte der Straße und historische Bezeichnungen.
- Bild: Foto der Straße oder eines anliegenden Objektes.

| Name/Lage                         | Länge/Maße (in Metern) | Namensherkunft                                                                                                  | Datum der Benennung | Anmerkungen | Bild |
| --------------------------------- | ---------------------- | --- | ------------------- | --- | --- |
| Alpenberger Straße (Lage)         | 0350                   | Kolonie Alpenberge, Gemeinde Panketal                                                                           | 1. Jan. 2018        | Sie liegt südlich von Am Stener Berg bis zur Stadtgrenze und setzt die Rigistraße aus Schwanebeck nach Berlin-Buch fort. Die Straße war vor 1920 angelegt worden und die Grundstücke wurden an der Nummernstraße Straße 4 zunehmend bebaut. Die Straße 4 bildete in nördliche sowie in südliche Richtung jeweils einen Stich, der mit einer Kreuzung verwechselt werden konnte. Diese Stiche erhielten den Namen ‚Alpenberger Straße‘ und die Zugehörigkeit zur Straße wurde offensichtlich. Mit der Vergabe von individuellen Straßennamen für georeferenzierbare Adressen erfolgte 2017 die Namensvergabe auf Anregung eines Anliegers der Straße 4. Die Alpenberger Straße war bereits von 1925 bis 1952 nach der Kolonie Alpenberge (Schwanebeck) benannt. Die Benennung war nicht nachzuvollziehen und wurde durch die Zuständigen aus Zeiten der DDR wieder aufgegeben. Von dem Anlieger wurden Nachweise bis in die 2000er Jahre erbracht, dass ‚Alpenberger Straße‘ und gleichzeitig Straße 4 zu finden waren. | Straße 4 vom Lindenberger Weg südwärts                                                                                          |
| Alt-Buch (Lage)                   | 0650                   | alter Dorfkern                                                                                                  | 11. Mai 1938        | Der Dorfkern von Buch liegt zwischen Wiltbergstraße und der Abzweigung Zepernicker Straße, Schwanebecker Chaussee und Am Stener Berg. Die Umbenennung erfolgte im Rahmen einer Aktion von Groß-Berlin um Mehrdeutigkeiten nach dem Zusammenschluss von 1920 aufzuheben. Der überlieferte Name bis um 1900 war Dorfstraße, mit dem Wachsen des Ortes und der Kolonien bis 1925 als Hauptstraße und danach auf Grund der Geometrie als Bucher Aue bezeichnet. Von der Bebauung des Straßendorfes ist z. B. der Schloßkrug von 1823 Ecke Karower Straße erhalten. | Schlosskirche |
| Am Posseberg (Lage)               | 1015                   | Posseberg, hiesige Erhebung                                                                                     | 13. Jan. 2003       | Die Straße im Gewerbegebiet Pankow-Nord geht von der Schönerlinder Straße ab. Am nördlichen Abschnitt liegt das Tierkrematorium Berlin. | Am Posseberg |
| Am Sandhaus (Lage)                | 1040                   | die Sandhäuser wurden Mitte der 1960er Jahre abgerissen                                                         | 23. Jan. 1931       | Die Straße liegt zwischen Wiltbergstraße und Hobrechtsfelder Chaussee. Einst standen hier am Waldrand Anlagen zur Sandgewinnung, die der Straße den Namen gaben. Mit ihrer Lage hinter dem vormaligen Krankenhaus ist sie lediglich noch Zugang zu dem anliegenden Wohnblock. In der Berliner Straßenliste wird sie unter 40134 ist sie im Straßenentwicklungsplan nicht kategorisiert (=V) mit der RBS-Klasse STRA sind 250 Meter als OKSTRA-Klasse F nur für den Fußgängerverkehr ausgebaut. | Am Sandhaus; in Höhe des Wohnblocks                                                                                             |
| Am Stener Berg (Lage)             | 1110                   | Stener Berg, anliegende Erhebung                                                                                | 26. Nov. 1925       | Bereits auf dem Meßtischblatt von 1871 ist hier der Triftweg angegeben, auf dem das Vieh auf die Weiden geführt wurde. Die Straße liegt vom Abzweig Schwanebecker Chaussee, Alt-Buch und Zepernicker Straße zur Stadtgrenze. Der hiesige Stener Berg ist 83 m ü. NN und der Kies wurde seit 1900 abgebaut. | Am Stener Berg westwärts |
| Am Vorwerk (Lage)                 | 0640                   | Vorwerk Lindenhof                                                                                               | 13. Jan. 2004       | Die Straße im Gewerbegebiet Pankow-Nord liegt zwischen der Schönerlinder Straße und der Industriestraße in Schönerlinde. Die erhaltenen Häuser gehörten zum Vorwerk Lindenhof des Gutsbezirkes Buch. Die Straße ist im Berliner Verzeichnis als 9101 eingetragen mit der RBS-Klasse STRA ist sie im StEP nicht kategorisiert und 230 Meter sind nach der OKSTRA-Klasse nicht nach den Bauvorgaben als Gemeindestraße aufgenommen. | Am Vorwerk nahe Schönerlinder Straße                                                                                            |
| Arkenberger Damm (Lage)           | 0100                   | Arkenberge | 10. März 2001       | Die Straße geht im Gewerbegebiet Pankow-Nord von Am Posseberg ab. Die Arkenberge sind mit 62 m ü. NN eine Erhebung im Nordwesten Pankows. Die im Ortsteil befindliche gleichnamige Deponie entstand nach 1945 durch die Ablage von Kriegstrümmern. Die Straße liegt am Autobahndreieck Pankow zwischen der A 114 und dem Berliner Autobahnring. Anlieger sind ein Logistikzentrum und die Windkraftanlage Pankow. Dieses Windrad war das erste auf Berliner Gebiet und wurde im Jahr 2008 von der Firma „Neue Energie Berlin“ in Betrieb genommen. Die Straße ist im Berliner Verzeichnis als 8752 eingetragen mit der RBS-Klasse STRA ist sie im StEP nicht kategorisiert und 230 Meter sind nach der OKSTRA-Klasse nicht nach den Bauvorgaben als Gemeindestraße aufgenommen. | Arkenberger Damm im Gewerbegebiet                                                                                               |
| Bielckenweg (Lage)                | 0310                   | Flurname ‚Auf’n Bielcken‘ (slawisch: ‚Auf trockenem festen Boden‘)                                              | 11. Mai 1938        | Im Jahr 1925 wurde der Weg als Walderseestraße eingerichtet. Mit dem Zusammenschluss der Gemeinde Groß-Berlin erhielt er einen anderen Namen zur Verringerung der Mehrfachnennungen. Das Flurstück wurde im Feldregister vom Frühjahr 1725 im 3ten oder See Feld der Dreifelderwirtschaft aufgeführt. Der Weg liegt zwischen Viereckweg und Hörstenweg in der vormaligen Kolonie Buch | Bielckenweg vom Viereckweg aus                                                                                                  |
| Bruno-Apitz-Straße (Lage)         | 0250                   | Bruno Apitz (1900–1979), Schriftsteller, Widerstandskämpfer gegen das NS-Regime                                 | 29. Apr. 1985       | Sie beginnt an der Wolfgang-Heinz-Straße als Fortsetzung der Friedrich-Richter-Straße nach Norden und verläuft bogenförmig. Als Groscurthstraße wird die Weiterführung bezeichnet. Die Straßenführung ergibt sich aus dem Bau im „Wohnkomplex“. | Bruno-Apitz-Straße |
| Brunswickenweg (Lage)             | 0380                   | Flurname „Aufn Brunswiecken“                                                                                    | 11. Mai 1938        | Seit 1925 als Helmholtzstraße eingerichtet, gehörte sie zu den mehrfach in Groß-Berlin benannten Straßen. Sie liegt zwischen Viereckweg und Hörstenweg in der Kolonie Buch. Das Flurstück „Auf Brunswiecken“ im „1ten oder Carowschen Feld“ ist im 1725 aufgestellten Bucher Feldregister verzeichnet. | Brunswickenweg vom Viereckweg aus                                                                                               |
| Dranweg (Lage)                    | 0380                   | Flurname „Aufn Dran Stücken“                                                                                    | 11. Mai 1938        | 1925 als Humboldtstraße in der Kolonie Buch zwischen Viereckweg und Hörstenweg eingerichtet, gehörte sie zu den mehrfach in Groß-Berlin benannten Straßen. Das Flurstück „Aufn Dran Stücken“ im „1ten oder Carowschen Feld“ ist im 1725 aufgestellten Bucher Feldregister verzeichnet. | Dranweg vom Viereckweg aus |
| Ernst-Busch-Straße (Lage)         | 0590                   | Ernst Busch (1900–1980), Sänger, Widerstandskämpfer gegen das NS-Regime                                         | 29. Apr. 1985       | Sie geht im Bogen westlich von der Wolfgang-Heinz-Straße ab und ist (noch nicht) mit Wohnbauten bebaut. Die Freiflächen und die umgebende Bebauung stehen für den unvollendeten Ausbau des „Wohnkomplexes“. Die Straße ist im Berliner Verzeichnis als 43973 eingetragen mit der RBS-Klasse STRA ist sie im StEP nicht kategorisiert. 440 Meter sind nach der OKSTRA-Klasse N nicht nach den Bauvorgaben als Gemeindestraße aufgenommen. | Ernst-Busch-Straße ggü. Bruno-Apitz-Straße.                                                                                     |
| Ernst-Ludwig-Heim-Straße (Lage)   | 0280                   | Ernst Ludwig Heim (1747–1834), Berliner Mediziner                                                               | 28. Aug. 1974       | Sie liegt zwischen Karower Chaussee und Robert-Rössle-Straße. Die Straße ist im Berliner Verzeichnis als 43781 eingetragen mit der RBS-Klasse STRA ist sie allerdings im StEP nicht kategorisiert und 40 Meter sind als Zugang zwar Teil der amtlichen Straße, jedoch nach der OKSTRA-Klasse nicht nach den Bauvorgaben als Gemeindestraße aufgenommen. | Ernst-Ludwig-Heim-Straße nahe Ecke Karower Chaussee                                                                             |
| Eupener Straße (Lage)             | 0810                   | Eupen, zentraler Ort im deutschsprachigen Teil Belgiens                                                         | 16. Jan. 1925       | Die Straße verläuft in der (vormaligen) Kolonie Buch zwischen Pölnitzweg und Uhlenweg und wurde im Besiedlungsplan als Straße 12 geführt. Sie begrenzt im Osten das NSG Mittelbruch. | Eupener Straße |
| Franz-Schmidt-Straße (Lage)       | 0350                   | Franz Schmidt (1885–1944), Krankenpfleger und Widerstandskämpfer gegen den Nationalsozialismus                  | 31. Aug. 1977       | Sie liegt zwischen Groscurthstraße und Walter-Friedrich-Straße. Die westliche Fortführung ist ein Fahrweg, der unter der Stettiner Bahn zur Moorlinse führt. | Franz-Schmidt-Straße von Ecke Walter-Friedrich-Straße                                                                           |
| Friedrich-Richter-Straße (Lage)   | 0350                   | Friedrich Richter (eigentlich Rosenthal, 1894–1984), Schauspieler, Opfer des NS-Regimes                         | 29. Apr. 1985       | Sie verläuft im Wohngebiet westlich vom Karower Damm in zwei Teilstraßen in Nordwest-Südost-Richtung von der Wolfgang-Heinz-Straße ab und im östlichen Ast zwischen Max-Burghardt- und Bruno-Apitz-Straße. | Friedrich-Richter-Straße von Wolfgang-Heinz-Straße südostwärts                                                                  |
| Georg-Benjamin-Straße (Lage)      | 0540                   | Georg Benjamin (1895–1942), Mediziner, Widerstandskämpfer gegen das NS-Regime                                   | 28. Aug. 1974       | Sie liegt im Wohnkomplex östlich von der Karower Chaussee im Bogen zwischen Karower Chaussee und Lindenberger Weg. | Georg-Benjamin-Straße, Blick zum Lindenberger Weg                                                                               |
| Grollstraße (Lage)                | 0160                   | August Groll, Gastwirt in Buch                                                                                  | 26. Nov. 1925       | In der Kolonie Buch westlich der Stettiner Bahn als Straße 15 eingerichtet, liegt sie zwischen Malmedyer Straße und Uhlenweg. | Grollstraße |
| Groscurthstraße (Lage)            | 0740                   | Georg Groscurth (1904–1944), Mediziner, Widerstandskämpfer gegen das NS-Regime                                  | 31. Aug. 1977       | Sie liegt zwischen Walter-Friedrich- und Wolfgang-Heinz-Straße. Im Wohnkomplex westlich der Karower Chaussee stellt sie die (geplante) Begrenzung des Wohngebietes zur Chaussee hin dar. | Groscurthstraße |
| Hobrechtsfelder Chaussee (Lage)   | 3300 (im Ortsteil)     | Hobrechtsfelde, ehemaliges Berliner Rieselgut; Richtung                                                         | vor 1929            | Die Chaussee liegt zwischen Ortsteil- und Stadtgrenze. Sie ist die Verlängerung der Bucher Straße von Französisch-Buchholz her und setzt sich jenseits der Stadtgrenze als Hobrechtsfelder Dorfstraße in Brandenburg fort. Im Süden an der Hobrechtsfelder Brücke wird sie über den Berliner Ring geführt und besitzt im Weiteren den Zugang zur B 109 und zum Pankower Autobahnzubringer, Anschlussstelle Bucher Straße. | Hobrechtsfelder Chaussee nach Süd, Stadtgrenze von Panketal her am Ortseingang · Hobrechtsfelder Chaussee: Revierförsterei Buch |
| Hörstenweg (Lage)                 | 1265                   | Flurname „Auf die Hörsten“                                                                                      | 11. Mai 1938        | In der Kolonie Buch 1925 als Gutenbergstraße angelegt, wurde sie wegen des mehrfachen Namens in Groß-Berlin 1938 umbenannt, wobei der südöstliche Teil der früheren Luisenstraße bis zur Schönower Straße einbezogen wurde. Der Flurname „auf die Hörsten“ entstammt dem Bucher Feldregister von 1725. Der Weg liegt zwischen Pölnitz- und Röbell-/Viereckweg. | Hörstenweg |
| Ilse-Krause-Straße (Lage)         | 0250                   | Ilse Krause (1917–1984), Kinderchirurgin                                                                        | 27. Apr. 2023       | Sie liegt zwischen der Zepernicker Straße und der Panke in der „Kolonie Buch“. Bis zu ihrer Umbenennung hieß sie seit etwa 1920 Straße 5. | Straße 5 |
| Karower Chaussee (Lage)           | 1710                   | Karow, südlicher Nachbarort; Richtung                                                                           | nach 1750           | Dieser Verbindungsweg war Teil der Heerstraße vom Prenzlauer Tor in Berlin. Als Chaussee wurde diese Straße um 1750 ausgebaut und Karower Chaussee bezeichnet. Zunächst verlief sie vom (Alt-)Bezirk Weißensee zunächst bis in den Ortsteil Karow. Dieser Abschnitt erhielt am 1. August 1998 mit der Errichtung von Karow-Nord im Nachbarortsteil den Namen Bucher Chaussee. Der Straßenabschnitt im Ortsteil liegt somit zwischen Bucher Chaussee (Ortsteilgrenze) und Wiltbergstraße / Lindenberger Weg. Die Chaussee trennt die Wohnkomplex westlich und östlich, dabei liegen die Wohnblöcke östlich der Straße an einer parallelgeführten Straße gleichen Namens, teilweise auch eingestreut in deren Hinterland. | Autobahnbrücke über die Karower Chaussee · Karower Chaussee: parallele Wohnstraße                                               |
| Karower Straße (Lage)             | 0300                   | Karow, südlicher Nachbarort                                                                                     | um 1933             | Bis 1933 führte der Karower Weg aus Buch nach Süden. Seither ist es die nördliche Verlängerung der Karower Chaussee. Die heutige Hauptstraßenführung erfolgt leicht verändert von der Karower Chaussee nach Zepernick und Bernau über die Wiltbergstraße nach Alt-Karow. Ein Ast der Straße verläuft nach Osten zum alten Eingang des Krankenhauses Buch (heute Helios-Klinikum und Rheumaklinik). | Seitenast der Karower Straße |
| Lindenberger Weg (Lage)           | 0880 (im Ortsteil)     | Lindenberg, Nachbarort                                                                                          | vor 1871            | Der Weg liegt zwischen der Abzweigung Wiltbergstraße / Karower Chaussee nach Südost bis zur Stadtgrenze. Im Ur-Messtischblatt von 1871 ist bereits ein Verbindungsweg zwischen Buch und Lindenberg durch die Bucher Felder verzeichnet. | Lindenberger Weg |
| Malmedyer Straße (Lage)           | 0430                   | Malmedy, belgische Stadt                                                                                        | 16. Jan. 1925       | In der Kolonie Buch im Bebauungsplan als Straße 16 eingerichtet, liegt sie zwischen Eupener Straße und Röbellweg. | Malmedyer Straße |
| Max-Burghardt-Straße (Lage)       | 0150                   | Max Burghardt (1893–1977), Schauspieler, Intendant und Widerstandskämpfer gegen das NS-Regime                   | 29. Apr. 1985       | Sie liegt zwischen Karower Chaussee und Wolfgang-Heinz-Straße im Wohnkomplex westlich der Karower Chaussee. Die Straße ist unbebaut geblieben und liegt parallel zum Autobahnring. Die Straße ist im Berliner Verzeichnis als 43971 mit der RBS-Klasse STRA eingetragen, aber im StEP nicht kategorisiert. Die 150 Meter ersichtliche Straße wird vom Straßenplan mit 300 Meter als amtliche Straße angegeben, die jedoch nach der OKSTRA-Klasse N nicht nach den Bauvorgaben einer Gemeindestraße aufgenommen sind. | Max-Burghardt-Straße von Ecke Friedrich-Richter-Straße ostwärts                                                                 |
| Mewesstraße (Lage)                | 0450                   | August Mewes (1857–1929), Ortsvorsteher in Buch                                                                 | vor 1920            | Sie liegt in der vormaligen Kolonie Buch zwischen Röntgentaler und Hörstenweg. Die Mewesstraße (nördlich vom Pölnitzweg) führt unter der Stettiner Bahn hindurch und verbindet Buch mit Neu-Buch. | Die Mewesstraße vom Viereckweg nach Westen                                                                                      |
| Nadrauer Straße (Lage)            | 0180                   | Nadrauen, Gau in Ostpreußen, heute in der Oblast Kaliningrad (russische Enklave)                                | 18. Feb. 1927       | Sie wurde als Straße 2 angelegt. Sie liegt westlich der Zepernicker Straße zwischen Sudauer und Schalauer Straße am Stener Bruch. | Nadrauer Straße |
| Pölnitzweg (Lage)                 | 1880                   | Georg Bernhard Reichsfreiherr von Poellnitz (später Pölnitz, 1617–1676) ortsansässiger General und Politiker    | 11. Mai 1938        | Sie entstand aus dem überlieferten Mühlenweg und dem vor 1925 als Parkstraße benannten Teil östlich der Stettiner Bahn und ist der Hauptweg vom alten Dorfkern zur Kolonie Buch. Sie liegt zwischen Alt-Buch und der Hobrechtsfelder Chaussee. Hier steht die im oberen Bild zu sehende katholische Kirche Mater Dolorosa. | Mater-Dolorosa-Kirche · Pölnitzstraße vom Röntgentaler Weg aus                                                                  |
| Röbellweg (Lage)                  | 1600                   | Hans von Röbel (auch Röbell, † 1563), ortsansässiger Grundbesitzer                                              | 11. Mai 1938        | Bereits 1871 verlief hier die Schönower Straße zum nördlichen Nachbarort Schönow. Der Weg liegt zwischen Wiltbergstraße und Hörstenweg und verläuft bis zur Stadtgrenze als Sackgasse. Im Röbellweg sind 1958–1960 Wohnungen für die damals 7.000 im Klinikum Buch beschäftigten Fachkräfte gebaut worden. | Röbellweg |
| Robert-Rössle-Straße (Lage)       | 0500                   | Robert Rössle (1876–1956), Mediziner                                                                            | 28. Aug. 1974       | Um 1961 bis 1974 verlief hier eine überbaute Straße mit dem Namen Pappelweg. Die Straße liegt zwischen Karower Chaussee und Wolfgang-Heinz-Straße bis Ernst-Ludwig-Heim-Straße im Wohnkomplex östlich der Karower Chaussee. Die Straße ist im Berliner Verzeichnis als 43695 eingetragen mit der RBS-Klasse STRA im StEP nicht kategorisiert. 70 Meter sind zudem Teil der amtlichen Straße aber als Beiweg nach der OKSTRA-Klasse N nicht nach den Bauvorgaben als Gemeindestraße aufgenommen. | Robert-Rössle-Straße |
| Röntgentaler Weg (Lage)           | 1100 (im Ortsteil)     | Röntgental, angrenzende Siedlung, heute Ortsteil von Panketal (Zepernick)                                       | 11. Mai 1938        | Um 1900 als Von-Treskow-Straße benannt, führt sie östlich der Stettiner Bahn vom Pölnitzweg zur Brückenstraße an der Stadtgrenze. Südlich vom Pölnitzweg führt ein gleichnamiger Fußweg vom S-Bahnhof Buch, der Wiltbergstraße, im Westen des Schlossparkes entlang. Im Berliner Straßenverzeichnis als Nummer 42453 eingetragen besitzt sie die RBS-Klasse STRA, in ihrer Bedeutung ist sie für den StEP unkategorsiert und der Ausbau besitzt die OKSTRA-Klasse F, was den Weg für Fußgängernutzung markiert. | Röntgentaler Weg |
| Rosa-Coutelle-Straße (Lage)       | 0250                   | Rosa Coutelle (1907–2004), Kinderärztin, Widerstandskämpferin gegen den Nationalsozialismus                     | 27. Apr. 2023       | Sie liegt zwischen Ilse-Krause-Straße und Stener Bruch. Bis zu ihrer Umbenennung hieß sie seit etwa 1920 Straße 6. | Straße 6 |
| Rose-Scheuer-Karpin-Straße (Lage) | 0250                   | Rose Scheuer-Karpin (1912–2013), Ärztin und Epidemiologin                                                       | 27. Apr. 2023       | Sie liegt zwischen Ilse-Krause-Straße und Stener Bruch. Bis zu ihrer Umbenennung hieß sie seit etwa 1920 Straße 7. | Straße 7 |
| Schalauer Straße (Lage)           | 0240                   | Schalauen, Gau in Ostpreußen; heute zu Teilen in Litauen und in der russischen Oblast Kaliningrad               | 18. Feb. 1927       | Sie wurde zunächst als Straße 3 angelegt und liegt zwischen Zepernicker Straße und Sudauer Straße. | Schalauer Straße |
| Schmetstorpweg (Lage)             | 0120                   | Schmetstorp, Bucher Gutsbesitzer; ein Familienmitglied ist um 1375 für Vasallen- und Ritterdienste dokumentiert | 11. Mai 1938        | Um 1900 als Bismarckstraße angelegt, wurde sie 1938 mit anderen Groß-Berliner Straßen umbenannt. Sie verläuft zwischen Röbell- und Viereckweg. | Schmetstorpweg |
| Schönerlinder Straße (Lage)       | 1140 (im Ortsteil)     | Schönerlinde, nordwestlich benachbartes Straßendorf                                                             | nach 1824           | Die Schönerlinder Straße ist der Verbindungsweg zwischen Französisch Buchholz nach Schönerlinde und wurde nach 1824 als Teil der Provinzial-Chaussee Berlin–Prenzlau ausgebaut. Sie liegt westlich des Bucher Forstes und der Rieselfelder Lindenhof. Am 14. Februar 1964 kam der im Ortsteil Buch befindliche Teil der Straße zur Schönerlinder Straße hinzu. Sie bindet über die Schönerlinder Chaussee zur Wiltbergstraße nach Buch an. Die Straße ist im Berliner Verzeichnis als 42611 mit der RBS-Klasse STRA aber im StEP nicht kategorisiert eingetragen. 200 Meter der amtlichen Straßenlänge sind jedoch nach der OKSTRA-Klasse N nicht nach den Bauvorgaben als Gemeindestraße aufgenommen. | Schönerlinder Straße · Autobahnbrücke A10 über die Straße                                                                       |
| Schönerlinder Chaussee (Lage)     | 1250                   | Schönerlinde, nordwestlich benachbartes Straßendorf                                                             | nach 1850           | Sie ist der alte Verbindungsweg von Buch nach Schönerlinde. Am 11. Mai 1938 wurde der östliche Teil ab der Überquerung des Seegrabens in Wiltbergstraße umbenannt. Sie liegt somit zwischen Schönerlinder Straße und der Verlängerung durch die Wiltbergstraße. | Schönerlinder Chaussee |
| Schwanebecker Chaussee (Lage)     | 0870                   | Schwanebeck, nordöstlicher Nachbarort                                                                           | nach 1871           | Die Chaussee ist bei der Befestigung aus dem Schwanebecker Weg entstanden, der von alters her die Orte Buch und Schwanebeck verband. An der Straße befinden sich der Friedhof Pankow XII, das Helios Klinikum Berlin-Buch und das Heizkraftwerk Berlin-Buch. | [ 10 ] |
| Siedlungsstraße (Lage)            | 0240                   | als Kriegersiedlung angelegt                                                                                    | vor 1925            | Sie verläuft durch die zwischen 1919 und 1921 erbaute städtische Wohnsiedlung für Kriegsbeschädigte und Ärzte südlich vom Lindenberger Weg in Verlängerung der Karower Straße. Im „Nachweiser für Berlin und Umgebung 1925“ ist sie bereits namentlich aufgeführt. | Siedlungsstraße ostwärts |
| Sudauer Straße (Lage)             | 0500                   | Sudauen, Gau in Ostpreußen, heute in Teilen zu Litauen und Polen                                                | 18. Feb. 1927       | Nach Plan zunächst als Straße 1 eingerichtet, liegt sie zwischen Zepernicker Straße und Straße 5. Die Straße ist im Berliner Verzeichnis als 43261 mit der RBS-Klasse STRA ist sie im StEP eingetragen, aber nicht kategorisiert. 50 Meter Zugangsweg sind zwar Teil der amtlichen Straße, jedoch nach der OKSTRA-Klasse N nicht nach den Bauvorgaben als Gemeindestraße aufgenommen. | Sudauer Straße |
| Theodor-Brugsch-Straße (Lage)     | 0550                   | Theodor Brugsch (1878–1963), Berliner Mediziner                                                                 | 28. Aug. 1974       | Die Trasse verläuft im Wohngebiet östlich der Karower Chaussee und der Georg-Benjamin-Straße. | Theo-Brugsch-Straße |
| Uhlenweg (Lage)                   | 0400                   | Flurname „Aufn Uhlen Stücken“                                                                                   | 11. Mai 1938        | Um 1900 als Moltkestraße eingerichtet, liegt sie zwischen Viereckweg und Eupener Straße. Im Bucher Feldregister von 1725 ist der Flurname im „3ten oder See Feld“ verzeichnet. | Uhlenweg |
| Viereckweg (Lage)                 | 1030                   | Adam Otto von Viereck (1684–1758), Gutsbesitzer in Buch, Staatsminister                                         | 11. Mai 1938        | Um 1900 in ihren Teilen als Kaiser-Friedrich-Straße und Luisenstraße eingerichtet. Er liegt zwischen Pölnitzweg im Bogen über den Röbellweg und Hörstenweg. | Viereckweg |
| Walter-Friedrich-Straße (Lage)    | 0760                   | Walter Friedrich (1883–1968), Biophysiker, war in Berlin und Buch tätig                                         | 31. März 1977       | Dir Straße führt von der Wiltbergstraße und rechtwinklig zur Großcurthstraße. Sie liegt im Wohnkomplex westlich der Karower Chaussee. Sie gehört zum nördlichen Wohnkomplex westlich der Karower Chaussee. | Walter-Friedrich-Straße |
| Wiltbergstraße (Lage)             | 2680                   | Betkin Ritter von Wiltberg (14. Jahrhundert), Eigentümer des Rittersitzes Buch                                  | 11. Mai 1938        | Um 1925 als Lindenhofstraße von Alt-Buch zum Vorwerk Lindenhof benannt. Sie liegt zwischen Karower Chaussee und Lindenberger Weg über die Hobrechtsfelder Chaussee hinweg zum Seegraben, die Schönerlinder Chaussee schließt daran an. Die Wiltbergs gehörten bereits 1314 zu den Bediensteten des Grafen von Lindow-Ruppin, 1335 wird Betkin von Wiltberg Ritter von Wiltberg genannt. Die Straße ist im Berliner Verzeichnis als 43581 mit der RBS-Klasse STRA eingetragen und im StEP nicht kategorisiert, zudem sind 140 Meter zwar Teil der amtlichen Straße, jedoch nach der OKSTRA-Klasse N nicht nach den Bauvorgaben als Gemeindestraße aufgenommen. | S-Bahnhof Buch · Durchfluss der Panke unter der Wiltbergstraße                                                                  |
| Wolfgang-Heinz-Straße (Lage)      | 0630                   | Wolfgang Heinz (1900–1984), Schauspieler                                                                        | 29. Apr. 1985       | Sie liegt im Bogen zwischen Friedrich-Richter-Straße und Karower Chaussee in dem projektierten, aber unvollendet gebliebenen Wohngebiet (WK). Die Straße ist im Berliner Verzeichnis als 43972 mit der RBS-Klasse STRA eingetragen, allerdings im StEP nicht kategorisiert und 120 Meter der amtlichen Straße sind nach der OKSTRA-Klasse N nicht nach den Bauvorgaben einer „Gemeindestraße“ aufgenommen. | Wolfgang-Heinz-Straße |
| Zepernicker Straße (Lage)         | 1450                   | Zepernick, nördlicher Nachbarort                                                                                | um 1871             | Der alte Verbindungsweg ist auf dem Urmesstischblatt verzeichnet. Sie liegt zwischen dem Abzweig Alt-Buch / Schwanebecker Chaussee / Am Stener Berg und der Stadtgrenze zu Panketal, OT Zepernick. | Alte-Leute-Heim |

## Geplante und einstige Straßen
Ende des 19. Jahrhunderts war westlich der Eisenbahnlinie die „Kolonie (Neu-)Buch“ entstanden. Die Straßen wurden wie andernorts auch nach bekannten Persönlichkeiten benannt. Durch die Bildung von Groß-Berlin existierten so mehrere gleichnamige Straßen in der Stadt, in der „Siedlung Buch“ wurden deshalb mehrere Straßen mit eindeutigen Straßen, bevorzugt mit lokalen Persönlichkeiten, benannt. Im Mai 1938 erfolgten im Rahmen der Berliner Verwaltungsneugliederung auch in Buch einige Umbenennungen.
| Alter Name              | von           | bis           | umbenannt in                       | Anmerkungen |
| ----------------------- | ------------- | ------------- | ---------------------------------- | --- |
| Bismarckstraße          | nach 1898     | 11. Mai 1938  | → Schmetstorpweg                   | Reichskanzler Bismarck (1815–1898). |
| Bucher Aue              | 26. Nov. 1925 | 11. Mai 1938  | → Alt-Buch                         | Mit dem Ausbau der Krankenhäuser wurde Buch vergrößert und die Fläche gegenüber dem Gut bebaut, wodurch auch Straßen entstanden. |
| Dorfstraße              | vor 1899      | 11. Mai 1938  | → Hauptstraße                      | Die Dorfstraße war die Straße im Ort (heute: Alt-Buch), an der die Siedlung entstanden ist. Mit der Umbenennung wurde die Bedeutung im Namen betont. Alt-Buch liegt heute im Hauptverkehr nach Norden, vom Dorf verblieb Schloßkirche und Künstlerhof (vormaliges Gut Buch). |
| Gutenbergstraße         | vor 1924      | 11. Mai 1938  | → Hörstenweg                       | Die nach Johannes Gutenberg (1400–1468), Erfinder des europäischen Buchdruckes mit beweglichen Metall-Lettern, benannte Straße musste im Namen geändert werden. |
| Hauptstraße             | um 1900       | 11. Mai 1938  | → Alt-Buch                         | Mit der Erweiterung des Straßensystems wurde der Ortskern zur „hauptsächlichen“ Straße. Bei der Bildung von Groß-Berlin gab es Hauptstraßen und Dorfstraße mehrfach in Berlin. Zumeist wurden sie durch Vorsetzen von Alt- zum Ortsteilnamen umbenannt.                      |
| Helmholtzstraße         | vor 1925      | 11. Mai 1938  | → Brunswickenweg                   | Die nach Helmholtz (1821–1894), Physiologe und Physiker (als „Reichskanzler der Physik“) benannte Straße in der ehemaligen Siedlung Neu-Buch wurde 1938 neu benannt. |
| Humboldtstraße          | vor 1924      | 11. Mai 1938  | → Dranweg                          | Die Straße in der damaligen Siedlung Neu-Buch wurde nach Humboldt, (1769–1859), Naturforscher und Entdecker, benannt und mit weiteren häufig vorkommenden Straßen umbenannt.                                                                                                 |
| Kaiser-Friedrich-Straße | um 1900       | 11. Mai 1938  | → Viereckweg (teilw.)              | Die im (damaligen) Neu-Buch nach dem aktuellen Kaiser Friedrich benannte Straße erhielt 1938 den neuen Namen. |
| Karower Weg             | nach 1750     | um 1933       | → Karower Straße                   | Karow ist der südliche Nachbarort und hier lag der direkte Weg von Buch nach Karow, mit der Befestigung erfolgte die Umbenennung. |
| Lindenhofstraße         | 26. Nov. 1925 | 11. Mai 1938  | → Wiltbergstraße                   | Die Straße führte westwärts zum Vorwerk Lindenhof des Guts Buch und wurde 1938 mit anderen Bucher Straßen nach regionalen Persönlichkeiten benannt. |
| Luisenstraße            | um 1900       | 11. Mai 1938  | → Hörstenweg → Viereckweg (teilw.) | Die namensgebende Königin Luise (1776–1810) war Gemahlin von König Friedrich Wilhelm III. Im Jahr 1938 wurde der nordwestliche Teil der Luisenstraße bis zur Schönower Straße in Viereckweg, der südöstliche Teil in Hörstenweg umbenannt.                                   |
| Moltkestraße            | um 1900       | 11. Mai 1938  | → Uhlenweg                         | In der als Neu-Buch angelegten Siedlung wurde die Straße nach dem preußischen Generalfeldmarschall Moltke (1800–1891) benannt. |
| Pappelweg               | nach 1962     | 28. Aug. 1974 | → Robert-Rössle-Straße             | Pappel, ein Alleebaum. Mit den Plänen zum Neubau in Buch wurde ein bislang hier verlaufenden Weg benannt. |
| Schönower Straße        | nach 1871     | 11. Mai 1938  | → Röbellweg                        | Schönow ist ein Nachbarort im Nordosten von Buch, der Weg führte zu dem (heute zu Bernau gehörenden) Ort. |
| Straße 1                | vor 1919      | 18. Feb. 1927 | → Sudauer Straße                   | Die Straße wurde mit der „Kolonie Buch“ benummert angelegt. |
| Straße 2                | vor 1920      | 18. Feb. 1927 | → Nadrauer Straße                  | Die Straße wurde mit der „Kolonie Buch“ benummert angelegt. |
| Straße 3                | vor 1920      | 18. Feb. 1927 | → Schalauer Straße                 | Die Straße wurde mit der „Kolonie Buch“ benummert angelegt. |
| Straße 12               | um 1900       | 16. Jan. 1925 | → Eupener Straße                   | Die Straße wurde mit der Siedlung Neu-Buch benummert angelegt. |
| Straße 15               | um 1900       | 26. Nov. 1925 | → Grollstraße                      | Die Straße wurde mit der Siedlung Neu-Buch benummert angelegt. |
| Straße 16               | um 1900       | 16. Jan. 1925 | → Malmedyer Straße                 | Die Straße wurde mit der hiesigen Siedlung Neu-Buch benummert angelegt und bei den Umbenennungen umliegender Straßen benannt. |
| Von-Treskow-Straße      | um 1900       | 11. Mai 1938  | → Röntgentaler Weg                 | Julius von Treskow (1818–1894), preußischer Rittergutsbesitzer und Politiker, war namensgebend für mehrere Straßen in Groß-Berlin. |
| Walderseestraße         | um 1900       | 11. Mai 1938  | → Bielckenweg                      | Alfred Graf von Waldersee (1832–1904), preußischer Generalfeldmarschall ist Namensgeber der Straße in der Siedlung Neu-Buch. |

## Weitere Örtlichkeiten von Buch

### Kleingartenkolonien
- KGA ‚An der Autobahn‘ (Karower Chaussee 235, Lage), Dauerkleingartenanlage[14] mit 61 Parzellen auf 30.475 m² landeseigenem Pachtland, ausgenommen Ausbau A 10.[15]
- KGA ‚Fleißiges Lieschen‘ (Karower Chaussee 239, Lage), Kleingartenanlage[16] mit 20 Parzellen auf 13.516 m² landeseigenem Pachtland, außer Ausbau der A 10.
- KGA ‚Gartengemeinschaft Buch‘ (Karower Chaussee 237, Lage), eine Dauerkleingartenanlage[14] mit 12 Parzellen auf 6.096 m² landeseigenem Pachtland, ausgenommen Ausbau der A 10.
- KGA ‚Pankeland‘ (Zepernicker Straße 72, Lage), mit 24 Parzellen auf 12.336 m².
- KGA ‚Steintal‘ (Karower Chaussee 231, Lage), Dauerkleingartenanlage[14] mit 99 Parzellen auf 43.144 m² landeseigenem Pachtland, dabei sind Flächen für den Ausbau der A 10 vorbehalten.

### Parks und sonstige Freiflächen
- Schlosspark Buch (Lage)
- Friedhöfe in Buch

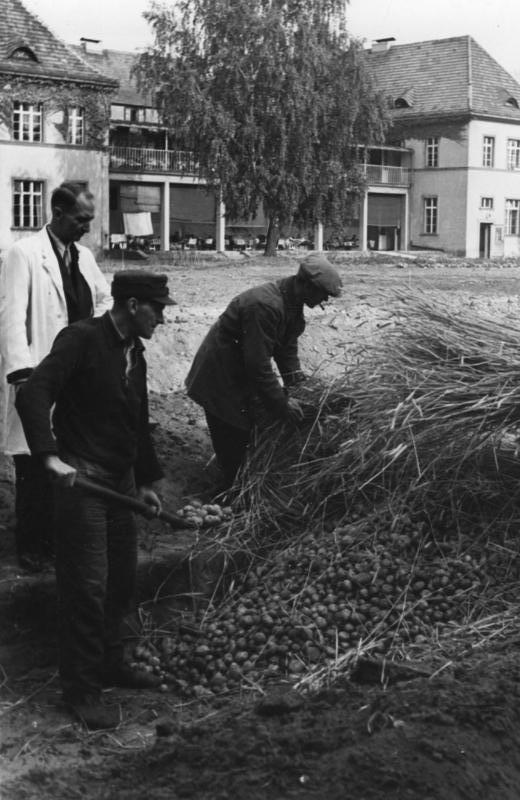
1947: Kartoffelernte im Hufeland-Hospital Buch

  - Friedhof Pankow XII, vormaliger Armen- und Klinikfriedhof der Stadt Berlin.(Lage)
  - Friedhof der Schlosskirche, stillgelegter Friedhof. Dieser Friedhof war zu seiner Zeit ausschließlich für Bewohner der Landgemeinde Buch zugelassen. (Lage)
  - Friedhof Pankow XI, stillgelegt. (Lage) Der Friedhof am Viereckweg wurde um 1900 für die Bewohner der „Siedlung Neu-Buch“ angelegt.
- Bucher Forst (Lage), die Gebiete westlich vom Lietzengraben sind aufgeforstete Rieselfelder.
  - NSG Bogensee-Kette mit den Bucher Karpfenteichen. (Lage)
  - NSG Lietzengrabenniederung (Lage)
  - vormalige Rieselfeldergebiet Buch am Zick-Zack-Graben (Lage)
- Bucher Kliniken[17][18][2]
  - Helios-Klinikum Buch (Lage)
  - ehemaliges Klinikum Buch (Lage)
  - ehemaliges Dr.-Heim-Krankenhaus (Lage)
  - ehemaliges Regierungs-Krankenhaus (DDR) (Lage)
  - ehemaliges Regierungs-Krankenhaus (StaSi) (Lage)
- NSG Mittelbruch (Lage)
- Stener Bruch (Lage)